# Prix Edmond Henry
Prix Edmond Henry är ett montélopp för femåriga hingstar och ston som äger rum i oktober på Hippodrome de Vincennes i Paris i Frankrike. Det är ett Grupp 2-lopp, man måste minst ha sprungit in 45 000 euro för att få starta.
Loppet rids över 2700 meter på stora banan på Vincennes, med voltstart. Den samlade prissumman är 120 000 euro, och 54 000 euro i första pris. Sedan 2021 är det endast för femåriga hästar, innan var det även öppen för sexåriga hästar.

## Vinnare
| År   | Häst               | Efter            | Kusk               | Tränare                 | Tid    |
| ---- | ------------------ | ---------------- | ------------------ | ----------------------- | ------ |
| 2024 | Jéroboam d'Érable  | Prodigious       | Damien Bonne       | Clément Thomain         | 1'13"1 |
| 2023 | I Can Dream        | Ubriaco          | Alexandre Abrivard | Laurent-Claude Abrivard | 1'13"9 |
| 2022 | Hanna des Molles   | Village Mystic   | Alexandre Abrivard | Laurent-Claude Abrivard | 1'13"5 |
| 2021 | Granvillaise Bleue | Jag de Bellouet  | Camille Levesque   | Pierre Levesque         | 1'12"7 |
| 2020 | Étoile de Bruyère  | Kénor de Cossé   | Adrien Lamy        | Charles Dreux           | 1'12"8 |
| 2019 | Dynasty Péji       | Prodigious       | Damien Bonne       | Damien Bonne            | 1'12"5 |
| 2018 | Traders            | Ready Cash       | Yoann Lebourgeois  | Philippe Allaire        | 1'13"9 |
| 2017 | Traders            | Ready Cash       | Yoann Lebourgeois  | Philippe Allaire        | 1'13"6 |
| 2016 | Attentionally      | Jasmin de Flore  | David Thomain      | Paul Viel               | 1'14"6 |
| 2015 | Americaine         | Chef du Chatelet | Antoine Wiels      | Jean-Paul Marmion       | 1'14"6 |
| 2014 | Ultissimo          | Gobernador       | Mathieu Mottier    | Dominique Mottier       | 1'13"7 |
| 2013 | Un Team de Nacre   | First de Retz    | Damien Bonne       | Vincent Martens         | 1'14"8 |
| 2012 | Singalo            | Goetmals Wood    | Éric Raffin        | Louis Baudron           | 1'13"7 |
| 2011 | Save The Quick     | Jasmin de Flore  | Éric Raffin        | Franck Leblanc          | 1'13"7 |
| 2010 | Quarla             | Extreme Dream    | Franck Nivard      | Claude Campain          | 1'14"6 |
| 2009 | Quaid Select       | If Only          | Martial Viel       | Andre Henri Viel        | 1'14"6 |
| 2008 | Quido du Goutier   | Extreme Dream    | Éric Raffin        | Sébastien Guarato       | 1'14"9 |